# Batalion marszowy (powieść)
Batalion marszowy (dun. Marchbatalion omslag) – powieść wojenna duńskiego pisarza Svena Hassela z 1962. Polskie wydanie książki ukazało się w 2008 w tłumaczeniu Igora Murawskiego.

## Treść
Jest czwartą częścią wojennej serii, opartej w dużym stopniu na osobistych przeżyciach autora z okresu służby na prawie wszystkich frontach II wojny światowej, w tym w jednostkach karnych Wehrmachtu. Bohaterami są członkowie 27. Pułku Pancernego (który w rzeczywistości nigdy nie istniał): Sven (autor, narrator wszystkich powieści Hassela), Joseph Porta (humorystyczny gawędziarz, pochodzący z Berlina), Wolfgang Creutzfeld - Mały (olbrzym z nadanym ironicznie przezwiskiem, hamburczyk), Willie Beier - Stary (doświadczony starszy sierżant), Alfred Kalb - Legionista (były żołnierz Legii Cudzoziemskiej), Julius Heide (doświadczony żołnierz, zatwardziały nazista), Peter Blom - Barcelona (weteran wojny domowej w Hiszpanii) i inni. Ich losy autor przedstawił na różnych frontach II wojny światowej koncentrując się na brutalności i bezsensowności wojny oraz roli pojedynczego żołnierza w konflikcie. Najważniejszym wątkiem tej części są losy bohaterów na froncie wschodnim, gdzie początkowo zostali skierowani do prawie samobójczej misji na głębokich tyłach wroga. Najpierw przebrani za Rosjan przemieszczali się zdobycznym czołgiem T-34, a następnie psim zaprzęgiem dotarli w rejon Kaukazu. Po powrocie na pozycje niemieckie brali udział w krwawej, pancernej bitwie o Ługańsk, po której zostali odesłani do służby wartowniczej i plutonu egzekucyjnego w osławionym więzieniu Wehrmachtu w Torgau. Na tle sadystycznych strażników tego obiektu, ich całkowity brak poszanowania dla reguł dyscypliny wojskowej III Rzeszy, był dla więźniów wytchnieniem. Niektórzy z nich stali się nawet przyjaciółmi bohaterów powieści, co nie wpłynęło na konieczność wykonania na nich wyroków śmierci. Powieść kończy się w Rumunii, gdzie bohaterowie zaszyli się w opuszczonym domu publicznym. W poszukiwaniu kobiet dotarli do współpracownicy Gestapo - Olgi Geiss (burdelmamy), którą powiesili. Pijacką eskapadę przerwał atak Rosjan.